# Nevada exprés
 Nevada exprés  (títol original en anglès: Breakheart Pass) és un western estatunidenc dirigit per Tom Gries el 1975. Ha estat doblada al català.

## Argument
Deakin és un trampós sorprès en un tren de soldats que ha de tornar a Fort Humboldt, per reforçar-hi una guarnició delmada per una epidèmia. Però els passatgers del tren són curiosament eliminats un darrere un altre.

## Repartiment
- Charles Bronson: Deakin
- Ben Johnson: Pearce
- Richard Crenna: governador Fairchild
- Jill Ireland: Marica
- Charles Durning: O'Brien
- Ed Lauter: Major Claremont
- Bill McKinney: Reverend Peabody
- David Huddleston: Dr. Molyneux
- Roy Jenson: Chris Banion
- Rayford Barnes: Sergent Bellew
- Scott Newman: Rafferty
- Robert Tessier: Levi Calhoun
- Joe Kapp: Henry
- Archie Moore: Carlos
- Sally Kirkland: Jane-Marie
- Sally Kemp: Prostituta